# Adnikan
Adnikan (en rus: Адникан) és un poble (un possiólok) del krai de Khabàrovsk, a Rússia, que el 2012 no tenia cap habitant. Pertany al districte rural de Verkhnebureïnski.